# Edgaras Česnauskis
Edgaras Česnauskis est un footballeur international lituanien né le 5 février 1984 à Panevėžys en Lituanie. Il est le jeune frère de Deividas Česnauskis.

## Carrière

### En sélection
Edgaras Česnauskis est convoqué pour la première fois par le sélectionneur national Algimantas Liubinskas pour un match amical face à l'Estonie le 3 juillet 2003.
Il compte 38 sélections et 5 buts avec l'équipe de Lituanie depuis 2003.

## Palmarès
- Avec le Dynamo Kiev :
  - Champion d'Ukraine en 2004.

## Statistiques détaillées

### En club
| Saison                | Club                  | Championnat           | Championnat | Championnat | Coupe(s) nationale(s) | Coupe(s) nationale(s) | Compétition(s) continentale(s) | Compétition(s) continentale(s) | Compétition(s) continentale(s) | Sélection | Sélection | Sélection | Total | Total |
| Saison                | Club                  | Division              | M.          | B.          | M.                    | B.                    | Comp.                          | M.                             | B.                             | Équipe    | M.        | B.        | M.    | B.    |
| 2000                  | Ekranas Panevėžys     | A Lyga                | 1           | 0           | -                     | -                     | -                              | -                              | -                              | -         | -         | -         | 1     | 0     |
| 2001                  | Ekranas Panevėžys     | A Lyga                | 23          | 0           | -                     | -                     | -                              | -                              | -                              | -         | -         | -         | 23    | 0     |
| 2002                  | Ekranas Panevėžys     | A Lyga                | 29          | 2           | -                     | -                     | -                              | -                              | -                              | -         | -         | -         | 29    | 2     |
| 2003                  | Ekranas Panevėžys     | A Lyga                | 27          | 2           | -                     | -                     | C3                             | 2                              | 0                              | Lituanie  | 4         | 1         | 33    | 3     |
| 2003 - 2004           | Dynamo Kiev           | Vyshcha Liha          | 1           | 0           | -                     | -                     | -                              | -                              | -                              | Lituanie  | 4         | 0         | 5     | 0     |
| 2004 - 2005           | Dynamo Kiev           | Vyshcha Liha          | 1           | 0           | -                     | -                     | -                              | -                              | -                              | Lituanie  | 8         | 0         | 9     | 0     |
| 2005 - 2006           | Dynamo Kiev           | Vyshcha Liha          | 3           | 0           | -                     | -                     | C1                             | 1                              | 0                              | Lituanie  | 3         | 0         | 7     | 0     |
| 2006                  | Saturn Moscou         | Premier-Liga          | 25          | 6           | -                     | -                     | -                              | -                              | -                              | -         | -         | -         | 25    | 6     |
| 2007                  | Saturn Moscou         | Premier-Liga          | 22          | 4           | -                     | -                     | -                              | -                              | -                              | -         | -         | -         | 22    | 4     |
| 2008                  | Saturn Moscou         | Premier-Liga          | 5           | 0           | -                     | -                     | -                              | -                              | -                              | -         | -         | -         | 5     | 0     |
| 2008                  | FK Moscou             | Premier-Liga          | 10          | 1           | 2                     | 1                     | C3                             | 3                              | 1                              | Lituanie  | 2         | 0         | 17    | 3     |
| 2009                  | FK Moscou             | Premier-Liga          | 25          | 4           | 4                     | 1                     | -                              | -                              | -                              | Lituanie  | 5         | 0         | 34    | 5     |
| 2010                  | Dynamo Moscou         | Premier-Liga          | 22          | 2           | 1                     | 1                     | -                              | -                              | -                              | Lituanie  | 3         | 0         | 26    | 3     |
| 2011 - 2012           | FK Rostov             | Premier-Liga          | 24          | 0           | 4                     | 0                     | -                              | -                              | -                              | Lituanie  | 5         | 2         | 33    | 2     |
| 2012 - 2013           | FK Rostov             | Premier-Liga          | 11          | 0           | 1                     | 1                     | -                              | -                              | -                              | Lituanie  | 4         | 2         | 16    | 3     |
| Total sur la carrière | Total sur la carrière | Total sur la carrière | 229         | 21          | 12                    | 4                     | -                              | 6                              | 1                              | 0         | 38        | 5         | 285   | 31    |

### Buts internationaux
| Buts (5) en sélection d'Edgaras Česnauskis au 24 octobre 2012 | Buts (5) en sélection d'Edgaras Česnauskis au 24 octobre 2012 | Buts (5) en sélection d'Edgaras Česnauskis au 24 octobre 2012 | Buts (5) en sélection d'Edgaras Česnauskis au 24 octobre 2012 | Buts (5) en sélection d'Edgaras Česnauskis au 24 octobre 2012 | Buts (5) en sélection d'Edgaras Česnauskis au 24 octobre 2012 | Buts (5) en sélection d'Edgaras Česnauskis au 24 octobre 2012 |
|                                                               | Date                                                          | Lieu                                                          | Adversaire                                                    | Score                                                         | Résultat                                                      | Compétition                                                   |
| ------------------------------------------------------------- | ------------------------------------------------------------- | ------------------------------------------------------------- | ------------------------------------------------------------- | ------------------------------------------------------------- | ------------------------------------------------------------- | ------------------------------------------------------------- |
| 1.                                                            | 3 juillet 2003                                                | Valga Linnastaadion, Valga (Estonie)                          | Estonie                                                       | 1 - 5                                                         | 1 - 5                                                         | Coupe baltique 2003                                           |
| 2.                                                            | 25 mars 2011                                                  | S. Dariaus ir S. Girėno stadionas, Kaunas (Lituanie)          | Pologne                                                       | 2 - 0                                                         | 2 - 0                                                         | Match amical                                                  |
| 3.                                                            | 10 août 2011                                                  | S. Dariaus ir S. Girėno stadionas, Kaunas (Lituanie)          | Arménie                                                       | 2 - 0                                                         | 3 - 0                                                         | Match amical                                                  |
| 4.                                                            | 12 octobre 2012                                               | Rheinpark Stadion, Vaduz (Liechtenstein)                      | Liechtenstein                                                 | 0 - 1                                                         | 0 - 2                                                         | Éliminatoires Coupe du monde 2014                             |
| 5.                                                            | 12 octobre 2012                                               | Rheinpark Stadion, Vaduz (Liechtenstein)                      | Liechtenstein                                                 | 0 - 2                                                         | 0 - 2                                                         | Éliminatoires Coupe du monde 2014                             |